# Germania Est ai Giochi della XXIV Olimpiade
La Germania Est partecipò ai Giochi della XXIV Olimpiade, svoltisi a Seul, Corea del Sud, dal 17 settembre al 2 ottobre 1988, con una delegazione di 259 atleti impegnati in sedici discipline.